# Betsi
Les Betsi sont un sous-groupe du peuple Fang et une des variantes dialectales de leur langue (Ntoumou. Les Betsi dont les statuaires de Byeri sont connues et abondamment étudiées par l'anthropologue Louis Perrois, se localisent en Guinée équatoriale et au Gabon où on les retrouve surtout dans les provinces de l'Estuaire et du Moyen-Ogooué. Ils occupent les régions de Medouneu, Ndjolé, Lambaréné, Cocobeach, Kango, Ntoum et Libreville. Confusément appelés Mekè Me Nkoma, les Betsi constituent l'avant-garde de la migration Fang. Ils furent rencontrés par les explorateurs autour des Monts de Cristal non loin de Kango et de Medouneu au XIXe siècle.

Selon Samuel Galley. : 

« NTSI (h) n.l. pl. Betsi. 1. Catégorie de Fañ. Les Betsi sont une branche des Fañ qui, en venant du Nord, étaient à l'aile droite du mouvement de migrations, tandis que les Mekè étaient à gauche et les Nẑaman au milieu. On reconnaît les Betsi à leur langue et à leur accent nasillard. — 2. Homme grand, gros, fort, courageux, cruel. On en a peur. Ntsi a fam. Syn. : mbo élan, mvô »

— Samuel Galley, Dictionnaire Fang-Français et Français-Fang
Ce sous-groupe Fang se subdivise en lignages ou tribus (Ayong) parmi lesquelles on recense : Éfakh, Ésamekos, Éssakora, Ésokè, Ésibikang, Ésisong, Ésisis, Ésanang, Yendjü, Yemendzime, Oyekh, Ésametok, Bekwe, Omvang, Yengol, Yiveng, Nkomeseng, Esikoma, etc. À l'intérieur de chaque Ayong on trouve des clans (Mvoghe), des familles (Nda Bot).